# Vasilij Alexejevič Děgťarjov
Vasilij Alexejevič Děgťarjov (rusky Васи́лий Алексе́евич Дегтярёв, 21. prosince 1879jul./ 2. ledna 1880greg. – 16. ledna 1949) byl ruský a sovětský konstruktér ručních palných zbraní, generálmajor ženijní a dělostřelecké služby, doktor technických věd a poslanec Nejvyššího sovětu SSSR. Po Stalinovi se stal druhým držitelem titulu Hrdina socialistické práce. Jeho kulomety a protitankové pušky se zařadily mezi hlavní pěchotní zbraně Velké vlastenecké války. Jsou po něm pojmenovány Závody na výrobu zbraní v Kovrovu.   

## Život a dílo

### Z Tuly do Oranienbaumu

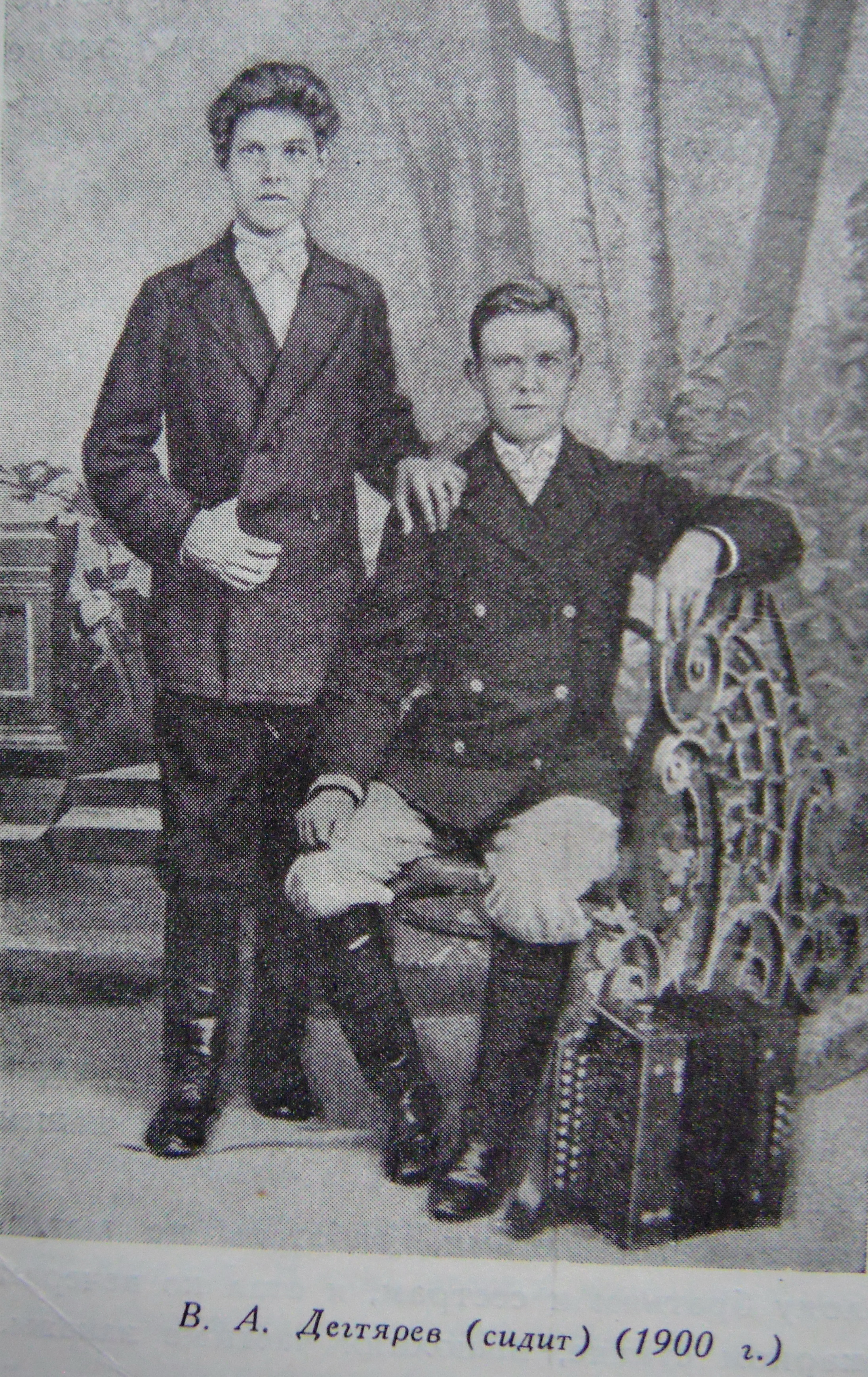
Děgťarjov (sedící) v roce 1900

V matrikách města Tula se od roku 1625 objevuje jméno Děchtěrev (Дехтерев).  Pradědeček Vasilije Děgťarjova Miron Nikitič se ještě jako Děchtěrev podepisoval. Vasilij Alexejevič Děgťarjov se narodil 2. ledna 1880 v rodině dědičných puškařů v Tule. Puškaři vyráběli zbraně částečně podomácku v soukromých kovárnách, částečně v malých dílnách společně organizovaných místím puškařským cechem. Kromě výroby zbraní se zabývali i jinými řemesly a tak v Tule vznikly slavné samovary, železárny a další továrny. Vasilij byl vychováván dědečkem, tulským kovářem Nikolajem Mironovičem. Jako většina chlapců z rodin puškařů trávil dětství v malé rodinné kovárně. Vasilij brzy zvládl základní řemeslné dovednosti, které převzal od svého dědečka. Projevoval značnou řemeslnou zručnost a když zhlédl poprvé v životě jízdní kolo, sám si šlapací tříkolový prostředek vyrobil. 
Když dokončil základní farní školu, dědeček zemřel a otec těžce onemocněl. V jedenácti letech nastoupil do tulské zbrojovky. Psal se rok 1891 a v místních provozech se rozvíjela výroba legendární pušky 1891 Mosin. Vynálezce Sergej Ivanovič Mosin v té době dohlížel na výrobu své zbraně a budoucí věhlasný konstruktér se jako chlapec s generálem Mosinem mnohokráte osobně setkal. Vasilij pracoval na zodpovědném místě kontroly kvality pružin a brzy se setkal se všemi díly pušky. V roce 1897 Vasiliji zemřel otec a sedmnáctiletý chlapec se stal jediným živitelem početné rodiny. V továrně byl převelen na montáž puškových šroubů a zásobníků, kde nakonec dosáhl takové zručnosti, že dokázal vyrobit jakoukoli součást pušky.
V roce 1901 Vasilij Alexejevič nastoupil vojenskou službu. Byl povolán, jako většina chlapců z rodin tulských puškařů, na experimentální střeliště v Oranienbaumu.  

### Z  Oranienbaumu do zbrojovky v Kovrovu
Na cvičišti Důstojnické střelecké školy v Oranienbaumu prováděl údržbu střeliště a jeho zázemí. Když se během výcviku zasekl kulomet Maxim a Vasilij ho dokázal opravit, ačkoli měl o struktuře této zbraně jen běžnou představu, byl převelen do experimentálních dílen. Zde měl možnost setkat se s nejnovějšími zahraničními zbraněmi i jejich tvůrci, jakými byli Andreas Schwarzlose, Wilhelm Madsen nebo John Browning. Když Browning předváděl novou nabíjecí pušku v naději, že uzavře lukrativní smlouvu s Ruskem, zbraň se zasekla a Vladimír Děgťarjov ji dokázal opravit. V atmosféře rostoucího respektu byl vzápětí pověřen organizací a výcvikem kulometných družstev. Když mu v roce 1905 skončila vojenská služba, přijal civilní práci v experimentálních dílnách. Do Oranienbaumu za ním přijela jeho dívka z Tuly, Věra Vasiljevna Vladimirova. Vasilij Alexejevič si pronajal malý byt, oženil se a založil početnou rodinu.
Následující rok byl Vasilij Alexejevič doporučen jako obratný řemeslník Vladimiru Grigorjeviči Fjodorovu. Plukovník Fjodorov byl akademicky vzdělaný konstruktér, autor nauky o automatických zbraních. Fjodorov požádal Děgťarjova, aby podle výkresu vyrobil novou špičatou střelu. Děgťarjov se s úkolem hbitě vyrovnal a od té chvíle začala dlouhodobá a plodná spolupráce vojenského vědce s talentovaným mechanikem z Tuly. Oba byli nadšenými propagátory automatických zbraní a na jejich vývoji pracovali obětavě i ve volném čase. Cílem jejich činnosti byla nejdříve přeměna „tříčárkové“ (ráže 0,3 palce) opakovací Mosinovy pušky na automatickou. V roce 1908 byli převeleni do zbrojovky v Sestrorecku, kde na vývoji své automatické zbraně již pracoval Fjodor Vasiljevič Tokarev. Zde došlo ke zdravé, přátelské a plodné konkurenci. Na konci úsilí dvojice Fjodorov-Děgtarjov se v roce 1916 ocitla zbraň M1916 Avtomat Fjodorova, kterou lze považovat za předchůdce moderních útočných pušek.  

### Sovětské období

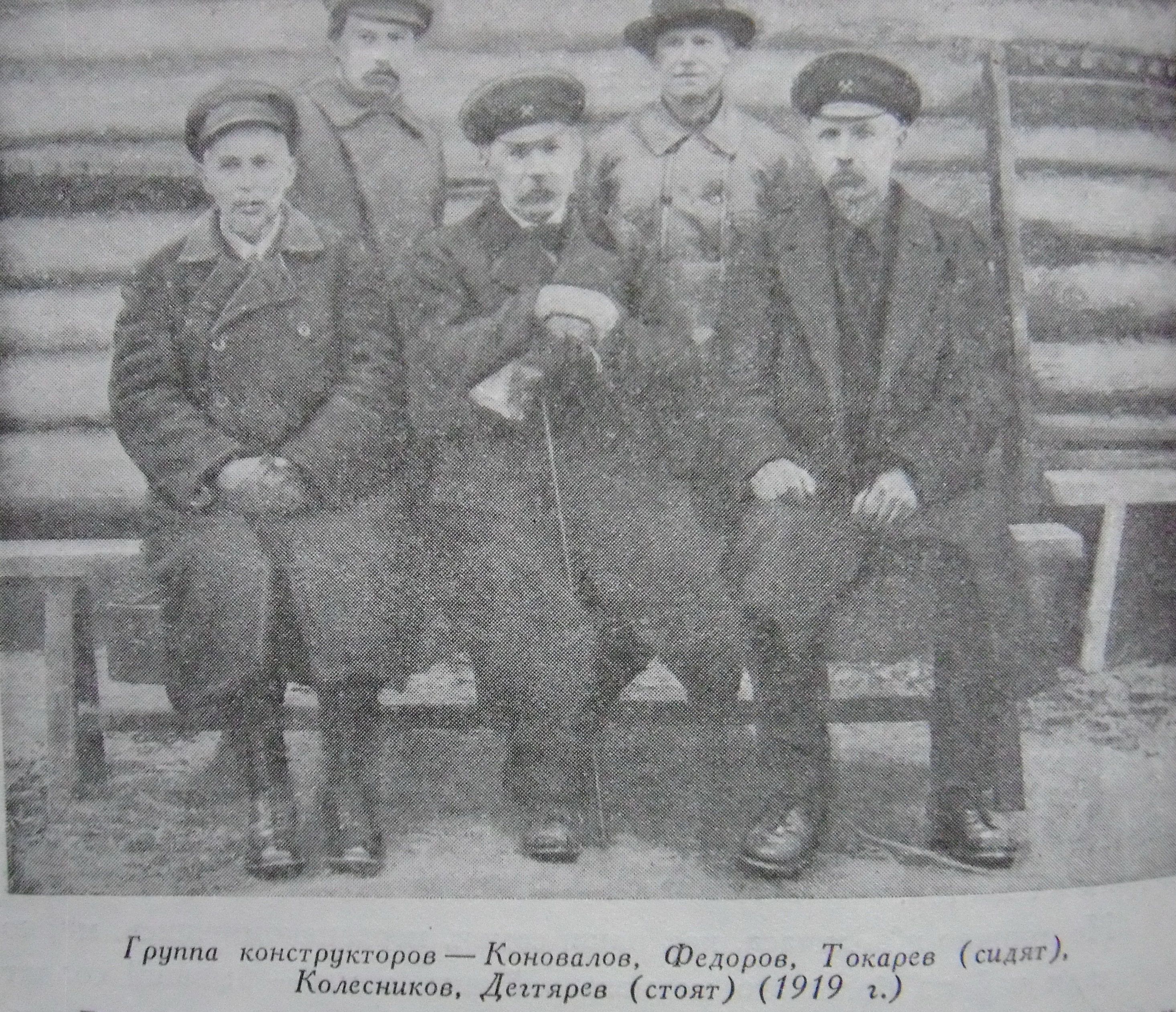
Zleva stojící Kolesnikov, Děgťarjov, sedící Konovalov, Fjodorov, Tokarev

Po vzniku Rudé armády v roce 1918 přešel carský generál Fjodorov na civilní posici ředitele zbrojovky v Kovrovu spolu se svým asistentem Děgťarjovem. V roce 1919 byl ze zdravotních důvodů z armády propuštěn Georgij Semjonovič Špagin, který nalezl útočiště rovněž v Kovrovu. Tato zbrojovka tak získala trio skvělých konstruktérů, které se zasloužilo o definitivní skoncování se zaostalostí a závislostí ruské zbrojní výroby.
V roce 1922 dostal Fjodorov státní cenu za svůj avtomat a přesně polovinu obnosu věnoval svému příteli a kolegovi Děgťarjovovi. Ten si za tyto peníze koupil vlastní dům pro svou početnou rodinu, ve kterém dožil posledních dnů.
V roce 1924 předvedl lehký kulomet vlastní konstrukce. Zkouška proběhla v Moskvě spolu s kulometem Tokareva. Testům byl přítomen Semjon Michajlovič Buďonnyj, který stál v čele výběrové komise a oba kulomety osobně vyzkoušel. Během zkušebních výstřelů se z důvodu špatného materiálu rozlomil úderník. Děgťarjov neřešil problém výměnou úderníku, ale vývojem nového typu. Ten byl zkoušen na stejném cvičišti v září 1926 spolu s německým kulometem Dreyse a novou zbraní Tokareva.Konkurenční stroje se zastavily z důvodu přehřátí, zkouška Děgťarjovova kulometu byla zastavena po 2647 výstřelech. Toho nebyl schopen žádný jiný kulomet na světě. Kulomety byly na týden položeny do vody a bláta, váleny v prachu. Potom bylo ze zbraně vystřeleno 20 000 střel. V únoru 1927 zahájily vojenské továrny sériovou výrobu legendárního domácího lehkého kulometu s označením „DP“, což znamenalo „Děgťarjovův pěchotní“. Výroba kulometu DP pokračovala téměř 18 let a dlouho se těmto zbraním nic nevyrovnalo. V konstrukční kanceláři Vasilije Děgťarjova, často ve spolupráci s Georgijem Špaginem, vznikly další malorážní i velkorážní kulomety, v jejichž názvu se objevilo písmeno D – Děgťarjov. Sovětský průmysl vyrobil 795 000 lehkých kulometů systému Děgťarjov, což je absolutní rekord.
Na samém počátku Velké vlastenecké války zůstala Rudá armáda kvůli chybným odhadům síly německých tanků (věřilo se, že měly téměř 100 mm pancíře) bez účinných ručních protitankových zbraní. Úkolu do měsíce navrhnout a zorganizovat výrobu jednoduchých a spolehlivých protitankových pušek se ujal Vasilij Alexejevič Děgtarjov a Sergej Gavrilovič Simonov. V rekordním čase, za 22 dní, byl úkol splněn a 29. srpna 1941 přijal Státní výbor obrany jednoranou protitankovou pušku Děgťarjov (PTRD) a samonabíjecí protitankovou pušku Simonov (PTRS). Spolu s kulomety se značkou D se zařadily mezi pěchotní zbraně, které rozhodovaly o vítězství nad Německem. Až do konce války se Děgťarjov zabýval organizováním hromadné výroby zbraní.
Za zásluhy o posílení obranyschopnosti země byl brilantní ruský konstruktér ručních palných zbraní Vasilij Alexejevič Děgťarjov čtyřikrát oceněn Stalinovou cenou (poslední ocenění posmrtně), stal se druhým Hrdinou socialistické práce po Stalinovi, byl povýšen do hodnosti generálmajora ženijní a dělostřelecké služby, získal titul doktor technických věd, třikrát byl vyznamenán Řádem Lenina, je nositelem Řádu Suvorova I. a II. stupně, vyznamenán Řádem rudé hvězdy a Řádem Rudého praporu, medailí Za obranu Moskvy a mnoha jinými významnými státními cenami. Zemřel 16. ledna 1949 ve věku 69 let. Pohřben byl s nejvyššími vojenskými poctami. Rakev byla na dělostřelecké lafetě odvezena na vojenský hřbitov sv. Jana v Kovrovu.  
S Věrou Vasiljevnou měl Vasilij Alexejevič devět dětí. Volný čas věnoval početné rodině a květinové zahrádce u domu v Kovorvu. Kovrovské zbrojní závody nesou jeho jméno.  

## Přehled nejvýznamnějších zbraní konstrukce Děgťarjov
- Lehký kulomet DP ráže 7,62 × 54 mm R

- Velkorážní kulomet DŠK ráže 12,7 × 108 mm

- Lehký kulomet RPD ráže 7,62 × 39 mm

- Samopal PPD ráže 7,62 × 25 mm Tokarev

- Strojní kulomet DS-39 ráže 7,62 × 54 mm R

- Protitanková puška PTRD-41 ráže 14,5 × 114 mm